# Omraam Mikhaël Aïvanhov

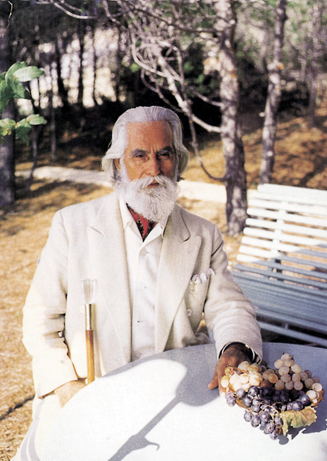
Omraam Mikhaël Aïvanhov

Omraam Mikhaël Aïvanhov, gesprochen Omraam Mikael Ajwanow (bulgarisch Омраам Микаел Айванов, geboren Михаил Иванов / Michail Iwanow; * 31. Januar 1900 in Srpci; † 25. Dezember 1986 in Fréjus, Frankreich) war ein bulgarischer Esoteriker.

## Leben
Nach einer entbehrungsreichen Kindheit in einem kleinen bulgarischen Dorf nahe dem Berg Pelister begegnete er mit 17 Jahren Beinsa Duno, dem Gründer der religiösen Gemeinschaft Universelle Weiße Bruderschaft. 1937 erhielt er von diesem den Auftrag, seine Lehre nach Frankreich zu bringen und sie so im Westen zu verbreiten. Im Laufe von 49 Jahren bis zu seinem Tod hat Aïvanhov diese Lehre weiterentwickelt und dabei über 5000 Vorträge gehalten.
Er hat hauptsächlich in Frankreich gelehrt, im Rahmen seiner zahlreichen Reisen aber auch in Ländern wie Kanada, in der Schweiz, in Skandinavien und den USA Vorträge gehalten. Seine Werke beruhen auf den Vorträgen, die mitstenographiert oder auf Band aufgezeichnet und in mehr als 100 Bänden in verschiedenen Buchreihen herausgegeben worden sind.